# Vincenzo Bracco
Vincenzo Bracco (ur. 14 marca 1835 w Torrazzo, zm. 19 czerwca 1889 w Jerozolimie) – włoski duchowny rzymskokatolicki, łaciński patriarcha Jerozolimy.

## Biografia
Vincenzo Bracco urodził się 14 marca 1835 w Torrazzo w Królestwie Sardynii. W 1854 wstąpił do seminarium w Albendzie. 18 czerwca 1859 otrzymał święcenia prezbiteriatu i został kapłanem diecezji Albenga. 27 kwietnia 1860 wyjechał na misje do Ziemi Świętej. Pracował jako wykładowca filozofii i rektor seminarium patriarchatu Jerozolimy. Współzakładał sierociniec w Betlejem.
Na prośbę patriarchy Jerozolimy Giuseppe Valergy 2 marca 1866 papież Pius IX mianował ks. Bracco biskupem pomocniczym łacińskiego patriarchatu Jerozolimy oraz biskupem in partibus infidelium Magydusu. 13 maja 1866 w bazylice Grobu Świętego przyjął sakrę biskupią z rąk patriarchy Jerozolimy Giuseppe Valergy. Współkonsekratorami byli wikariusz apostolski Galli Guglielmo Massaja OFMCap oraz ormiański arcybiskup Mardinu Melchiorre Nazarian. Była to pierwsza konsekracja biskupa rzymskokatolickiego w Jerozolimie od czasów Królestwa Jerozolimskiego.
Pełnił funkcję wikariusza generalnego patriarchatu. Nie wziął udziału w soborze watykańskim I.
21 marca 1873 został mianowany łacińskim patriarchą Jerozolimy. Równocześnie pełnił funkcję Wielkiego Mistrza Zakonu Rycerskiego Grobu Bożego w Jerozolimie. Zmarł 19 czerwca 1889 na zapalenie płuc. Pochowany w Konkatedrze Najświętszego Imienia Jezus w Jerozolimie.